# Миленко Стојковић
Миленко Стојковић (Кличевац, 1769 — Бахчисарај, после 1831) био је српски командант и војвода током Првог српског устанка.

## Биографија
Миленко Стојковић се родио у селу Кличевцу 1769. године, од оца Стојка и мајке Стеване. Био је прво од троје деце коју су имали његови родитељи. Друго дете је била Миленкова сестра (име јој се не зна), коју је узео за жену Турчин Ујезин Кесеџић, родом из Видина. Треће и последње дете Стојка и Стеване био је Живан, од Миленка млађи најмање 10 година. Има индиција да је био кличевачки свештеник.
Миленко је још као дечак учио и изучио терзијски занат (кројач народног одела), вероватно у оближњем манастиру Нимнику, где се и описменио. Касније, уз помоћ родитеља, а још више новцем зета Ујезина који је живео у Смедереву, отворио је модеран терзијски дућан. Радња му је лепо напредовала, тако да је често „ишао у Пешту по еспап”.
Још као момак, у вези са једном младом Туркињом, добио је сина. Пошто је мајка детета умрла, прихватила га је његова сестра и њен муж Ујезин, који своје деце нису имали. По коначном ослобођењу Смедерева, Ујезин је отишао из Србије (у Видин), а Миленкова сестра се са Миленковим дететом вратила у Кличевац. Иако званично непризнато, дете, коме су дали име Ђука, носило је презиме Стојковић. У питању је Ђука Стојковић, кнез кнежине Рамске после Другог српског устанка. У браку са Миленијом, или можда Милевом, Миленко је имао два сина, Милана и Ивана, и најмлађу кћер — Милену. Милан и Иван су били ученици Велике школе у Београду од њеног оснивања 1808. године. Прво школско образовање су стекли у Кличевцу, јер је Миленко основао школу у свом родном месту крајем 1804. или 1805. године, мада се званично као датум оснивања узима 16. мај 1806. године. Миленко је добио још једног сина. У браку са влајном Катинком, која је била у његовом харему, 1808. се родио Илија, и од Илије је остало његово потомство у Кличевцу.
По убиству Хаџи Мустафа паше, крајем 1801. године, када су дахије почеле са ликвидацијом знаменитих Срба, из Пожаревца се вратио у родни Кличевац, одакле је створио мрежу завереника за дизање Устанка. Пред устанак је већ био на челу покрета који се развио у његовој нахији, иначе далеко највећој у Београдском пашалуку. У вези је био и са завереницима из Смедеревске и Ћупријске нахије.

### Почетак устанка
Сеча кнезова није затекла неспремног Миленка Стојковића. Вођа завереника у источној Србији имао је своје људе, спремне да поведу устанике у прве бојеве. Тако је на дати знак Момир из Лучице код Пожаревца отпочео борбена дејства у крају од Пожаревца узводно од Мораве, нападајући Турке по селима. То исто учинио је у горњој Млави и Хомољу Миленков побратим Петар Тодоровић Добрњац. Сам Миленко повео је устанике од родног Кличевца и равног Стига, дижући цело Подунавље. Имајући у виду огромну територију коју обухвата Пожаревачка нахија, бројност Турака и њихових постаја, те жестину отпора који су Турци пружали, унутрашњост Нахије је очишћена врло брзо, да би крајем фебруара 1804. почело приближавање устаничке војске Пожаревцу. Запаљени су и заузети последњи утврђени турски ханови и стегнут је обруч око Пожаревца. Због недостатка „војени' средстава“, конкретно топова, Миленко се, 2. априла писмено обратио команданту Влашко-илирске регименте у Белој Цркви за помоћ у оружју, а половином априла 1804. је писао лично аустријском цару Францу. Пожаревац је ослобођен 12. маја 1804. године, а одмах после тога Миленко је био са својом војском под Београдом, а његов четокаик (војни чамац, мала ратна лађа турског дизајна) стајао је „за Кајабурном“.
Када је у лето 1804. године, у време мисије Бећир паше, донета одлука да се погубе турске дахије (Аганлија, Кучук Алија, Мула Јусуф и Фочић Мехмед-ага), због чије је окрутне владавине и дошло до незадовољства у народу, Миленко Стојковић је одређен од стране српске и турске власти (од које су се дахије одметнуле и владале самозвано) да изврши пресуду. Са дружином од 27 својих одабраних момака и 10 момака Реџеп-агиних (Реџеп је био командант острва Ада Кале) отишао је у Аду Кале, где су се дахије склониле, а онда прерушен, током ноћи отишао Ибрахиму, стрицу Реџеповом и предао му писмено наређење Бећир-паше, као и писмо Реџепово у којима се објашњава зашто је дошао и ко га шаље. Преплашен Ибрахим одао му је кућу у којој су се дахије криле и исте ноћи, између 25. и 26. јула, Миленко их је напао. Борба је трајала осам сати без прекида.
Када су дахије ликвидиране и њихове главе (осим Аганлијине која је приликом прања испуштена у Дунав) у Београд донете, најпре су, у недељу рано ујутру, предате Реџеп-аги, адакалском команданту. „Кад су пак главе однесене код везира биле, онда везир огрне овог Реџефагу с ћурком (бундом) и његови 7 момака изабрани такође огрне и бакшиш даде, а засада Сербљем ништа није за знак храбрости дато“. Овај податак јасно говори о искрености Турака, па и самог „мировњака“ Бећир-паше. Ипак, Миленко је остао запамћен као неустрашиви јунак, што је и у каснијим биткама потврдио. Ниједну битку није изгубио, ређао је само победе.

### Битка на Иванковцу
Велики војнички успех Миленко Стојковић је доживео у бици на Иванковцу. Нишки Хафиз-паша је кренуо са турском војском на Београд да заврши са устанцима, унапред славећи победу. На Иванковцу их је дочекао Миленко Стојковић са Петром Добрњцем и Стеваном Синђелићем.
Када се приближио српској војсци, Хафиз-паша је послао гласнике који су поручили српском заповеднику да му се уклони с пута, а Миленко је изговорио своју чувену реченицу: „Претњама ме не уплаши! Удри свом силом. Рђа био ако ти се уклонио!“ У овом пресудном боју српска војска је однела победу, а сам Стојковић је рањен. Након ове битке, буна на дахије је прерасла у устанак против турске владавине.
Првих дана јануара 1806. године Миленко је са устаницима продро у Неготинску крајину и заузео утврђени Пореч на Дунаву, а наредне године, водећи тешке борбе на Штубику и борбе на Малајници, стварао је услове да се Руси 17/18. јуна пребаце на десну обалу Дунава. Битка за избављење је трајала три недеље. Долазак Карађорђа са појачањима омогућио је да се ослободе опкољени Срби на Штубику.
Миленко Стојковић је заједно са вождом Карађорђем на Великом острву дочекао руског команданта Михаела Исајева. Ту га је Карађорђе прогласио за војводу.

### Харем
Када је освојио турско утврђење у Раму, на обали Дунава, Миленко је из харема команданта града заробио неколико жена и установио сопствени харем. Све жене је превео у православну веру.
После погибије Турака у Београду 1807. године, многе жене су остале удовице, а деца сирочад. Било их је толико много да се по улицама готово није могло пролазити од оних који су просили како би опстали. Срби су овој турској сиротињи организовали превоз лађама натраг у Турску. Миленко је лађе сачекао у Поречу, месту на обали Дунава, где је имао своје утврђење и међу путницима изабрао најлепше девојке и жене којима је допунио свој харем. Негде у то време умрла је његова законита жена која је живела у Кличевцу, па се он поново оженио удовицом крајинског обор-кнеза, Миленом.
Туркиње из харема су га послуживале и двориле. Често их је водио са собом на путовања, а када би стали да се одморе, приносиле су му чибук и кафу.
Када би се које заситио, налазио јој је мужа међу својим слугама или војницима и давао јој мираз. Српским госпођама које нису могле имати порода поклањао је децу коју су неке од жена довеле са собом у харем, а није искључено да се међу њима нашло и понеко дете којем је и сам био отац.
Миленко Стојковић није формирао харем по освајању Рама, пошто је ово место ослобођено већ првих дана Устанка. Рам се налази само 8km од родног му Кличевца, одакле је, низ Дунав, лично кренуо у ослобађање источне Србије. Харем је начинио тек по ослобођењу Београда 1807, како је горе описано, али ваља истаћи да су га све те жене молиле да их задржи код себе, јер у крајевима под турском управом нису имале никог свог. Како му није била потребна војска жена и деце, он је, наравно, изабрао само најлепше... По причању старијих људи, укупан број жена у његовом харему износио је 42. Једна од жена у његовом харему била је и Јеленка Хербез, касније позната као Мала госпођа, љубавница кнеза Милоша која се затим удала за Теодора Хербеза.

## Сукоб са Карађорђем
После одбране Делиграда 1809. године, када је уместо рањеног Карађорђа краће време свим устаничким снагама командовао Миленко Стојковић, почела је и његова свађа са Карађорђем око политичких питања. Карађорђе је лишио Стојковића команде устаничком војском. Тако је дошло до одвајања Миленка Стојковића и Карађорђа Петровића.
У реорганизацији врховне управе у устаничкој Србији 1811. године, залажући се за ограничење вождове врховне власти и децентрализацију управе, Миленко Стојковић је дошао у сукоб и са Карађорђевим старешинама. Одбио је да прихвати дужност Попечитеља иностраних дела. То га је коштало прогонства из Србије, а одлуком Скупштине то се десило и његовом саборцу Петру Добрњцу.
Сукоб са Карађорђем био је разлог да Миленко побегне преко Дунава. Пре тога је распустио харем, не дозволивши ниједној од жена да је снађе неизвесна судбина; свакој је дао слободу и довољно новца да сама изабере какав ће живот водити. Сам Стојковић је отишао у Русију, где је пензионисан у чину пуковника. Према неким писаним документима Вука Караџића, Миленко Стојковић је умро у једној варошици на Криму на обали Црног мора 1831. године.
Мештани Кличевца су 26. јула 2004. у години јубилеја (200 година од почетка устанка у Србији) открили спомен-плочу, како би се знало где је рођен Миленко Стојковић.
У Београду постоји улица Војводе Миленка.